# Sindbad (serial telewizyjny)
Sindbad (ang. Sinbad) – brytyjski telewizyjny serial przygodowy. Tytuł i treść nawiązują do postaci Sindbada Żeglarza z arabskiej Księgi tysiąca i jednej nocy, jednak serial niewiele ma wspólnego z oryginałem literackim.
Sindbad jest młodym mężczyzną, na którym ciąży klątwa za popełnioną zbrodnię. Klątwa rzucona, przez babkę, sprawia, że Sindbad jest zmuszony do stałej żeglugi po morzach i oceanach do czasu, gdy odpokutuje za swoje winy.

## Obsada
- Elliot Knight: Sinbad
- Devon Anderson: Jamil
- Dimitri Leonidas: Anwar
- Sophie Okonedo: Razia
- Marama Corlett: Rina
- Elliot Cowan: Gunnar
- Estella Daniels: Nala
- Junix Inocian: kucharz
- Tuppence Middleton: Tigresse
- Naveen Andrews: lord Akbari
- Orla Brady: Taryn
- Janet Suzman: babka Sinbada
- Timothy Spall: Anicetus